# Madonna del Monte
Madonna del Monte [madòna del mònte]), je otok v Beneški laguni v Jadranskem morju. Upravno spada pod italijansko deželo Benečija (pokrajina Benetke).
Otok sestoji iz dveh malih otočkov, ki ju povezuje ozek pas kopnega. Zaradi lege ob enem od zgodovinskih plovnih kanalov lagune je bil otok (takrat imenovan Otok svetega Nikolaja) naseljen že od leta 1303, ko je bil tu ustanovljen benediktinski samostan. Ker peščena tla niso dovoljevala niti skromnega obdelovanja, so se morali menihi preskrbovati z živili in vodo na sosednjih otokih Mazzorbo in Torcello. To je pa s časom postalo prezahtevno in leta 1432 je bil samostan ukinjen in otok zapuščen.
Šele leta 1712 je bila na njem sezidana cerkev Rožnovenske Matere Božje in ob njej se je naselila novonastala istoimenska skupnost menihov. Otok se je preimenoval v Monte del Rosario, kar pomeni Sipina rožnega venca; v starem beneškem narečju se je namreč sipini reklo monte. Kmalu se je udomačilo ime Madonna del Monte, torej Mati Božja s sipine, čeprav je verska skupnost in njena cerkev trajala le do propada Beneške republike 1797. Objekti so bili porušeni in na otoku je bila sezidana smodnišnica, čigar ostanki so še vidni. Danes je otok v zasebni lasti in popolnoma zapuščen.